# 奇霍羅茨庫

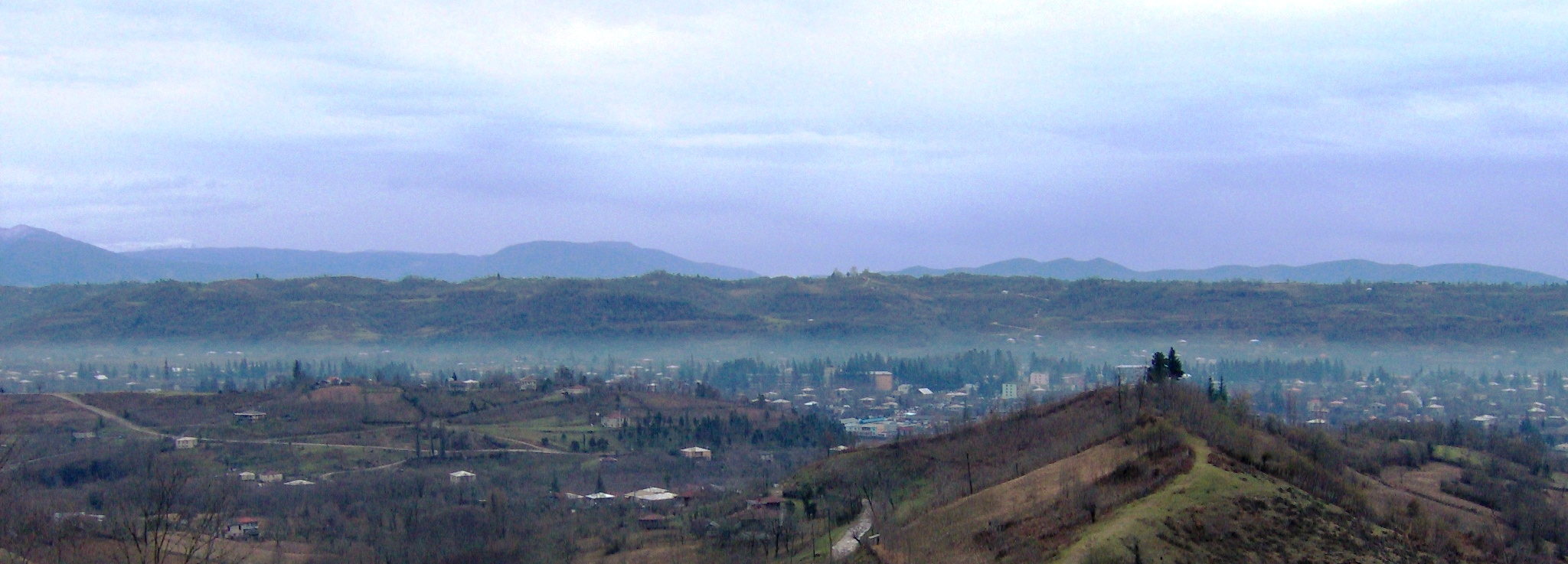
奇霍羅茨庫

奇霍羅茨庫，是格魯吉亞西部薩梅格雷洛-上斯瓦內蒂大区奇霍羅茨庫市鎮的城鎮及其行政中心。海拔高度180米，2014年人口3,141。